# 我孫子武丸
我孫子武丸（日语：／ Abiko Takemaru；1962年10月7日—），本名鈴木哲，是一名日本作家、小說家。出身日本兵庫縣西宮市，京都大學文學部哲學系中退。受到島田莊司的推薦而出道，和法月綸太郎等人同屬於京都大學推理研究會成員。

## 來歷
1989年開始活躍於推理、犯罪、解謎的創作。以《8之殺人》嶄露頭角，之後陸續創作了《速水兄妹系列》、《人偶系列》，以及《殺戮之病》、《彌勒之掌》等作品，成爲日本新本格代表作家之一。《彌勒之掌》獲得本格推理作家協會2005年度十大推理小說第三名。
出道的作品《速水兄妹系列》、《人偶系列》的風格多以輕鬆、幽默、詼諧、趣味性為主的推理情節。《腐蝕之街》、《殺戮之病》風格偏重佈局意外、作為沈重之作。
我孫子武丸的代表作《殺戮之病》，有著驚悚限制級描寫著作，普遍被認為是一部足以令人感到震撼的傑作。內容講述的是一個變態犯人連續殺害女子並姦屍的血腥故事。變態的殺人狂爲了追求永恒的愛，將噩夢中的場景演繹爲真實的畫面，異常心理之下，當殺戮成爲一種習慣，性與殺戮極端殘酷的演繹被稱爲「感官世界」小說版。
作品經常以血腥的場面和變態的情節作為賣點，注重人物心理描寫和結局的意外性，深刻揭示人性畸形的一面。我孫子武丸認為創作無需刻意做作，只需要在小說中描寫人類所犯下的罪行，就多少能反映出社會裡的某種思想或事實。
除了寫文以外，同時也參與漫畫創作《超能之手》、《半熟探偵團》、《迷彩都市》，並擔任電玩遊戲《恐怖驚魂夜》系列的監修和編劇。創作之餘，也曾經擔任過日本TBS等推理電視節目的智庫，之，作為劇本原案參加。

## 作品一览
- 速水兄妹系列
  - 8之殺人
  - 0之殺人（1992年）
  - （1993年）
- 人偶系列
  - （1995年）
  - （1995年）
  - （1996年）
  - （2004年）
- 推理研究系列
  - （1993年）
  - （1997年）
  - （2003年）
- 腐觸之街系列
  - 腐觸之街（1999年）
  - 屍蠟之街（2002年）
- 京都探偵系列
  - （2002年）
  - 京都獵人的冒險（狩人は都を駆ける）（2007年）
- 系列以外的作品
  - 侦探电影（探偵映画）（1990年12月 講談社Novels/ 1994年7月 講談社文庫 / 2009年12月 文春文庫 / 2022年 新星出版社）
  - 殺戮之病（殺戮にいたる病）（1994年）
  - 。（1997年）
  - （2000年）
  - （2000年）
  - （2002年）
  - 彌勒之掌（弥勒の掌）（2005年）
  - （2008年）
  - |只因為再見（2010年）
- 漫画
  - 半熟探偵團（漫画：河内実加、全3巻）
  - 超能之手（漫画：藤谷陽子、全1巻）
  - 迷彩都市（漫画：中山昌亮、全1巻）
  - 偵探守則893（漫画：坂本あきら、全3巻）
  - 監禁偵探（漫画：西崎泰正、全2巻）

## 外部連結
- 官方网站 （页面存档备份，存于）
- 長文倉庫 （页面存档备份，存于） - 本人のブログ
- あびこ的X（前Twitter）
- ザ・インタビューズ （页面存档备份，存于）
- 我孫子武丸先生質問会，存于